# NASA Astronautengroep 22

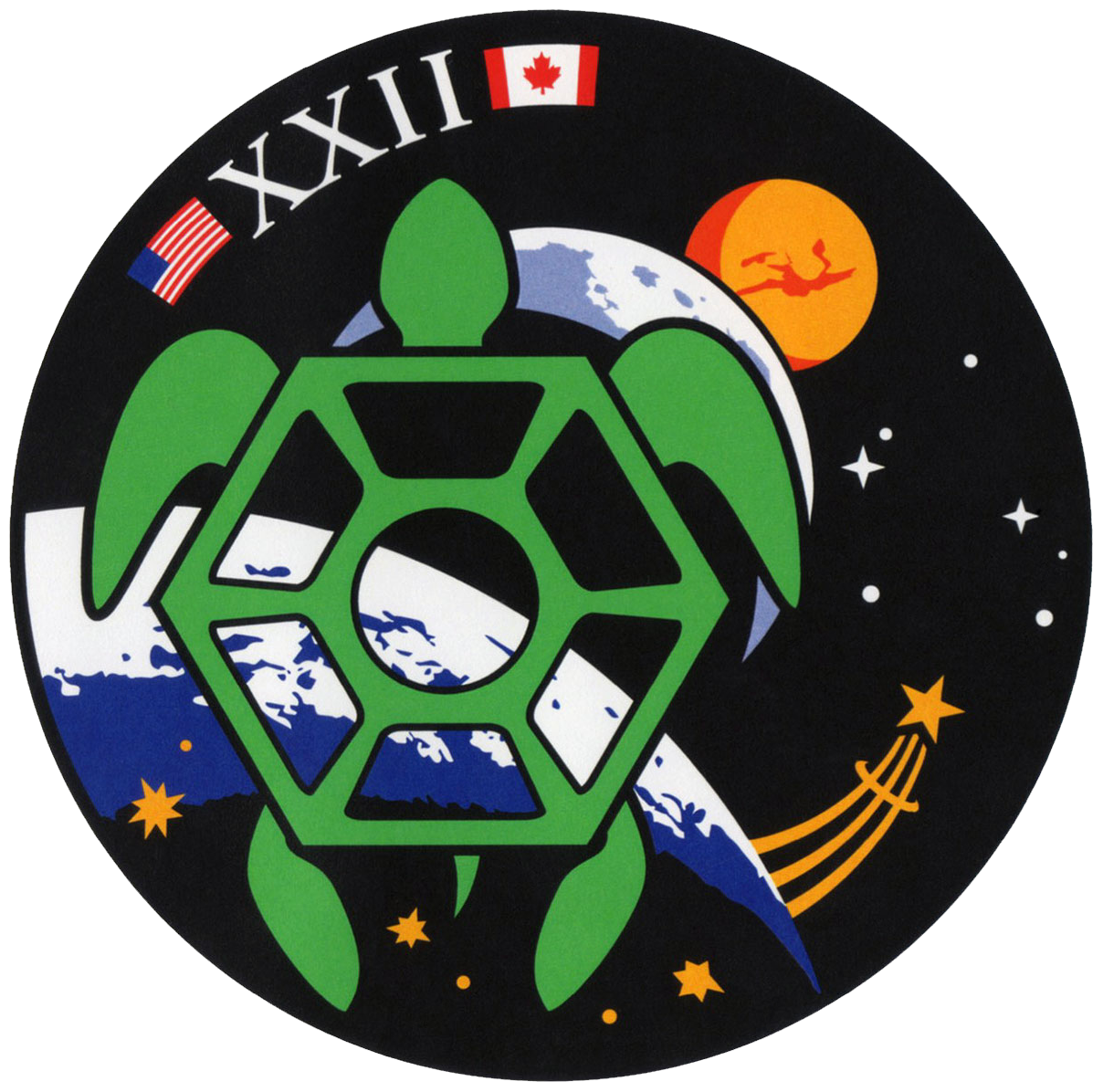
Patch Astronautengroep 22

NASA's Astronaut Group 22 (The Turtles) is een groep van twaalf NASA-astronauten die in juni 2017 zijn geselecteerd. De groep werd aangevuld met twee toekomstig astronauten van de Canadian Space Agency. De kandidaat-astronauten van groep 22 kwamen in augustus 2017 aan bij het Johnson Space Center in Houston voor een opleiding van twee jaar die in januari 2020 werd voltooid.
De groep verdiende de bijnaam "The Turtles" na ervaringen met overstromingen die werden veroorzaakt door orkaan Harvey, kort na hun aankomst bij NASA. De naam werd volgens NASA-traditie gekozen door de voorgaande astronautengroep.
De groep bestond uit:
| Astronaut           | Aantal vluchten | Missies        |
| ------------------- | --------------- | -------------- |
| Kayla Barron        | 1               | SpaceX Crew-3  |
| Zena Cardman        | 1               | SpaceX Crew-11 |
| Raja Chari          | 1               | SpaceX Crew-3  |
| Matthew Dominick    | 1               | SpaceX Crew-8  |
| Robert Hines        | 1               | SpaceX Crew-4  |
| Warren Hoburg       | 1               | SpaceX Crew-6  |
| Jonny Kim           | 1               | Sojoez MS-27   |
| Robb Kulin          | 0               |                |
| Joshua Kutryk       | 0               |                |
| Jasmin Moghbeli     | 1               | SpaceX Crew-7  |
| Loral O'Hara        | 1               | Sojoez MS-24   |
| Francisco Rubio     | 1               | Sojoez MS-22   |
| Jenni Sidey-Gibbons | 0               |                |
| Jessica Watkins     | 1               | SpaceX Crew-4  |